# FC Motor Zeulenroda
Der FC Motor Zeulenroda e. V. ist ein reiner Fußballverein aus der ostthüringischen Stadt Zeulenroda-Triebes. Die 2014 aus Spielern des FC Motor Zeulenroda und des Triebeser SV gebildete SG FC Motor Zeulenroda spielt in der Kreisoberliga Ostthüringen.

## Geschichte

### Vorgängervereine (SV Zeulenroda, BSG Stahl Zeulenroda, BSG Motor Zeulenroda, FV Zeulenroda)
1910 wurde mit dem Sportverein Zeulenroda der erste Fußballklub der Stadt gegründet. Nach dem Ende des Zweiten Weltkriegs und der Gründung der DDR wurde in Zeulenroda die BSG Stahl Zeulenroda, zur Saison 1952/53 in BSG Motor Zeulenroda umbenannt, gegründet. 1953 wurde der Ausbau der „Karl-Marx-Sportstätte“, dem heutigen Waldstadion, abgeschlossen. Nachdem mit Übungsleiter Gerd Bürger der Aufstieg gelungen war, spielte Motor Zeulenroda in der Saison 1979/80 in der Liga, der zweithöchsten Spielklasse der DDR, stieg aber nach einer Spielzeit in der Staffel E als Vorletzter wieder ab. Auch Gerd Bürgers Sohn Henning Bürger spielte in der Jugend in Zeulenroda. 1990 wurde die in FV Zeulenroda umbenannte BSG Motor in der Bezirksliga am Saisonende Zweiter und stieg damit in die neugebildete Thüringer Landesliga auf. In der Saison 1990/91 sahen in den Heimspielen durchschnittlich 850 Zuschauer, wie der Aufsteiger mit 71:11 Toren und 45:7 Punkten ungeschlagen Thüringenmeister wurde und in die damals dritthöchste deutsche Spielklasse, die Oberliga Nordost, aufstieg. Im Thüringer Landespokal kam die Mannschaft bis ins Finale, unterlag dort jedoch in Gera dem SV 1910 Kahla mit 3:4 n. E. 1994/95 war die erfolgreichste Spielzeit in der Geschichte des FV Zeulenroda. Die Oberligamannschaft belegte am Ende der Saison den 4. Tabellenplatz, Stürmer Robby Boucherifi wurde mit 19 Toren Torschützenkönig der Staffel Süd und der Thüringer Hallenmeistertitel wurde erfolgreich verteidigt. Im Thüringer Landespokal erreichte der FVZ zum zweiten Mal das Finale, das in Weida mit 0:1 gegen den Regionalligisten FC Carl Zeiss Jena verloren ging, nachdem man im Halbfinale im heimischen Waldstadion die 2. Mannschaft der Jenaer mit 2:1 besiegt hatte. Wegen des Jenaer Aufstiegs in die 2. Fußball-Bundesliga nahm der FV Zeulenroda als Thüringer Vizepokalsieger in der Saison 1995/96 an der ersten Hauptrunde des DFB-Pokals teil. Am 25. August 1995 verloren die Zeulenrodaer dieses Spiel vor einer Heimkulisse von etwa 2.500 Zuschauern mit 0:1 gegen den Zweitligisten FSV Zwickau. Es blieb das einzige DFB-Pokalspiel in der Zeulenrodaer Fußballgeschichte. Nach einem 4:2-Endspielsieg über die Amateure des FC Carl Zeiss Jena wurde der FVZ in der Spielzeit 1995/96 zum dritten Mal hintereinander Thüringer Hallenmeister. 1998 stieg der FVZ als Drittletzter aus der Amateuroberliga in die Landesliga Thüringen ab. In der folgenden Saison konnte der FV Zeulenroda zwar als Tabellenzwölfter sportlich die Klasse halten, musste aber 1999 Insolvenz beantragen.

### FC Motor Zeulenroda
Um den Vereinsfußball in Zeulenroda am Leben zu erhalten, wurde am 10. Februar 1999 der FC Motor Zeulenroda neu gegründet. Mit Wirkung vom 1. Juli 1999 nahm der neue Verein offiziell seinen Spielbetrieb im Thüringer Fußball-Verband auf. Der sportliche Neubeginn mit Uwe Lehmann als Trainer erfolgte in der untersten Spielklasse, der Kreisklasse. In den Folgejahren gelang mehrmals der Aufstieg. 2003 wurde der FC Motor Pokalsieger des Ostthüringer Fußballbezirks (OTFB). Seit 2003/04 spielte der Verein in der Thüringer Landesklasse (Staffel Ost). Seit Januar 2005, als Trainer Olaf Distelmeier zum VfB Pößneck wechselte, war Rico Pellmann als Spielertrainer für die Mannschaft verantwortlich. Unter seiner Leitung stieg der FC Motor Zeulenroda 2007 in die Thüringenliga auf. Nach seiner Entlassung kehrte Distelmeier im Januar 2007 als Trainer zurück. Als Tabellenvorletzter stieg der FC Motor nach der Saison 2007/08 wieder in die Landesklasse (Staffel Ost) ab. Mit Trainer Tino Focke gelang über die Relegation gegen den Tabellenzweiten der Staffel West, SV EK Veilsdorf, der sofortige Wiederaufstieg in die Thüringenliga. Seit 2010 spielen die Herrenmannschaften des FC Motor in einer Spielgemeinschaft mit dem Triebeser SV unter der Bezeichnung SG Zeulenroda/Triebes. In der Saison 2010/11 stieg die Spielgemeinschaft als Tabellenletzter der Thüringenliga in die Landesklasse Ost ab.
Am 1. September 2016 gaben Cheftrainer Ralf-Tino Focke und Co-Trainer Carsten Herrmann ihren Rücktritt nach 8 Jahren als Trainergespann der ersten Männermannschaft bekannt. Es übernahm Ex-DDR Nationalspieler Matthias Liebers. Nach zwei Spielzeiten wechselte Liebers zum Ligakonkurrenten SG Traktor Teichel, sein Co-Trainer Sebastian Gruner übernahm das Amt des Cheftrainers und wurde von Vorstandsmitglied Martin Lenßner als Co-Trainer unterstützt. Zum Ende der Saison 2018/19 trat Gruner als Cheftrainer zurück, so dass Martin Lenßner dessen Posten übernahm und seither ohne Co-Trainer die Mannschaft trainiert. Im Juni 2021 gab der FC Motor bekannt, dass Martin Lenßner seine Arbeit als Cheftrainer im Waldstadion nicht weiter fortsetzen wird. Zur Saison 2021/22 übernahm Robert Zimmermann, welcher bereits unter anderem die U15-Mannschaft des FC Rot-Weiß Erfurt trainierte, das Amt des Cheftrainers. Unterstützt wird er dabei von Co-Trainer Uwe Ehrenpfordt, welcher lange Zeit als Übungsleiter im Nachwuchsbereich des FC Erzgebirge Aue tätig war.

## Platzierungen der 1. Männermannschaft

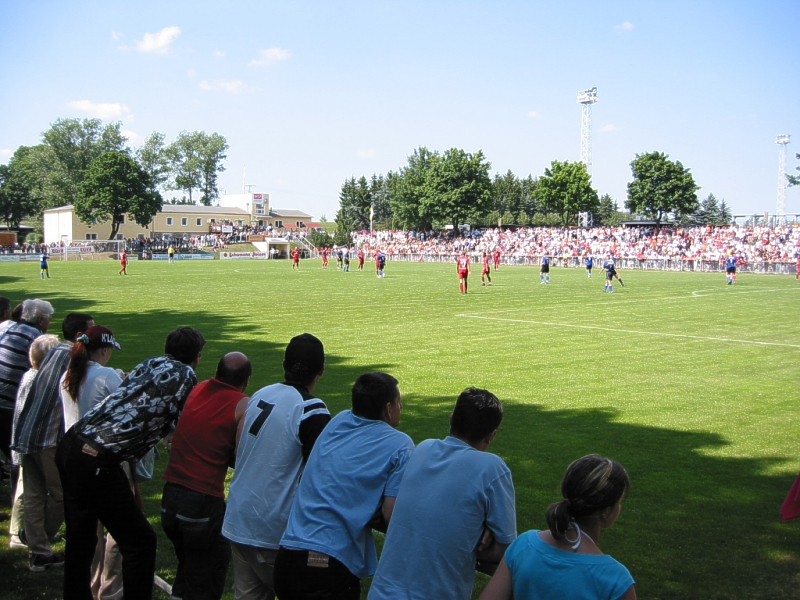
Das Waldstadion während eines Testspiels des 1. FC Kaiserslautern gegen eine Regionalauswahl aus Ostthüringen

- 1999/2000 Kreisklasse (Staffel II): 1. Platz
- 2000/01 Kreisliga: 1. Platz
- 2001/02 Bezirksliga (Staffel III): 2. Platz
- 2002/03 Bezirksliga (Staffel III): 1. Platz
- 2003/04 Landesklasse Thüringen (Staffel Ost): 8. Platz
- 2004/05 Landesklasse Thüringen (Staffel Ost): 2. Platz
- 2005/06 Landesklasse Thüringen (Staffel Ost): 10. Platz
- 2006/07 Landesklasse Thüringen (Staffel Ost): 1. Platz
- 2007/08 Thüringenliga: 15. Platz
- 2008/09 Landesklasse Thüringen (Staffel Ost): 2. Platz
- 2009/10 Thüringenliga: 13. Platz
- 2010/11 Thüringenliga: 17. Platz
- 2011/12 Landesklasse Thüringen (Staffel Ost): 7. Platz
- 2012/13 Landesklasse Thüringen (Staffel Ost): 5. Platz
- 2013/14 Landesklasse Thüringen (Staffel Ost): 11. Platz
- 2014/15 Landesklasse Thüringen (Staffel 1): 10. Platz
- 2015/16 Landesklasse Thüringen (Staffel 1): 4. Platz
- 2016/17 Landesklasse Thüringen (Staffel 1): 7. Platz
- 2017/18 Landesklasse Thüringen (Staffel 1): 9. Platz
- 2018/19 Landesklasse Thüringen (Staffel 1): 7. Platz
- 2019/20 Landesklasse Thüringen (Staffel 1): 7. Platz
- 2020/21 Landesklasse Thüringen (Staffel 1): aufgrund der COVID-19-Pandemie abgebrochen und annulliert
- 2021/22 Landesklasse Thüringen (Staffel 1): 14. Platz
- 2022/23 Kreisoberliga Ostthüringen: 7. Platz
- 2023/24 Kreisoberliga Ostthüringen: 10. Platz
- 2024/25 Kreisoberliga Ostthüringen: 6. Platz

## Erfolge
- Finalist Thüringer Landespokal: 1991, 1995

## Stadion
Heimstätte des FC Motor ist das Waldstadion in Zeulenroda-Triebes, die frühere Karl-Marx-Sportstätte. Die Sportanlage verfügt über zwei Rasenplätze und einen Hartplatz mit Flutlichtanlage. Der FC Motor spielt in der Regel auf dem „unteren Platz“, der etwa 5000 Stehplätze bietet.
Im Waldstadion findet alljährlich das Zeulenroda Meeting mit nationalen und internationalen Leichtathleten statt.